# Riedelia robusta
Riedelia robusta là một loài thực vật có hoa trong họ Gừng. Loài này được Theodoric Valeton miêu tả khoa học đầu tiên năm 1913.

## Phân bố
Loài này được tìm thấy ở các trại Geiten và Van Weel ven sông Noordfluss (sông Lorentz), tây nam đảo New Guinea, thuộc địa phận tỉnh Papua, Indonesia. Mẫu vật điển hình: G.M. Versteeg 1199 do Gerard Martinus Versteeg (1876-1943) thu thập; gồm ba mẫu a, b và c; được thu thập tương ứng vào ngày 2 tháng 6, 26 tháng 6 và 14 tháng 7 năm 1907.